# Klubi Futbollistik Pristina
El FC Pristina (en albanés: Klubi Futbollistik Prishtina) es un club de fútbol con sede en la ciudad de Pristina, capital de Kosovo. El club fue fundado en 1922 y juega en la Superliga de Kosovo.

## Historia
KF Pristina fue un miembro de la máxima división de fútbol de Yugoslavia, la "Prva Liga" (Primera Liga), de 1983 a 1988. Una de las más memorables victorias del KF Prishtina fue en contra del Estrella Roja de Belgrado, en 1983. 
El KF Pristina es actualmente miembro de la máxima división de fútbol de Kosovo, la Superliga de Kosovo, en la cual el club ha participado desde 1992, tras la desintegración de la Yugoslavia. 
El club de fanes oficial del KF Pristina se llama Plisat. 
Entre 1999 y 2011 el KF Pristina consiguió seis títulos de liga, lo que le sitúa como el equipo más laureado de Kosovo. Sin embargo, entre 1945 y 1999 la liga kosovar formó parte del sistema regional de ligas yugoslavas. El FK Pristina, por su parte, jugaba entre las dos primeras divisiones del fútbol yugoslavo, lo que implicó, al existir rivales yugoslavos más fuertes, una prolongada ausencia de títulos.

## Palmarés
Superliga de Kosovo (11)
- Campeón: 1991/92, 1994/95, 1996/97, 1999/2000, 2000/01, 2003/04, 2007/08, 2008/09, 2011/12, 2012/13, 2020-21

 Copa de Kosovo (9)
- Campeón: 1994, 1995, 2006, 2013, 2016, 2018, 2020, 2023, 2025

 Supercopa de Kosovo (11)
- Campeón: 1994–95, 1995–96, 2000–01, 2003–04, 2005–06, 2007–08, 2008–09, 2012–13, 2015–16, 2019–20, 2022–23

 Segunda Liga de Yugoslavia
- Campeón: 1982/83

 Segunda Liga de RF Yugoslavia (grupo este)
- Campeón: 1996/97

/ Superliga de Kosovo (pre-1991)
- Campeón: 1947/48, 1950/51, 1953/54, 1958/59, 1960/61, 1976/77, 1978/79

## Participación en competiciones europeas
| Temporada | Torneo                        | Ronda              | Club                  | Casa | Visita | Global       |
| --------- | ----------------------------- | ------------------ | --------------------- | ---- | ------ | ------------ |
| 1983/84   | Copa Mitropa                  | Fase de grupos     | SC Eisenstadt         | 3-3  | 2-4    | 2.º lugar    |
| 1983/84   | Copa Mitropa                  | Fase de grupos     | Vasas SC              | 4-2  | 2-1    | 2.º lugar    |
| 1983/84   | Copa Mitropa                  | Fase de grupos     | Union Teplice         | 2-0  | 1-1    | 2.º lugar    |
| 2017/18   | UEFA Europa League            | 1.ª clasificatoria | IFK Norrköping        | 0-1  | 0-5    | 0-6          |
| 2018/19   | UEFA Europa League            | Ronda preliminar   | Europa FC             | 5-0  | 1-1    | 6-1          |
| 2018/19   | UEFA Europa League            | 1.ª clasificatoria | Fola Esch             | 0-0  | 0-0    | 0-0 (4:5 p.) |
| 2019/20   | UEFA Europa League            | Ronda preliminar   | St. Joseph's          | 1-1  | 0-2    | 1-3          |
| 2020/21   | UEFA Europa League            | Ronda preliminar   | Lincoln Red Imps      | 0-3  | 0-3    | 0-3          |
| 2021-22   | UEFA Champions League         | Ronda preliminar   | Folgore               | 2-0  | 2-0    | 2-0          |
| 2021-22   | UEFA Champions League         | Ronda preliminar   | Inter Club d'Escaldes | 2-0  | 2-0    | 2-0          |
| 2021-22   | UEFA Champions League         | 1.ª clasificatoria | Ferencváros           | 1-3  | 0-3    | 1-6          |
| 2021-22   | UEFA Europa Conference League | 2.ª clasificatoria | Connah's Quay Nomads  | 4-1  | 2-4    | 6-5          |
| 2021-22   | UEFA Europa Conference League | 3.ª clasificatoria | Bodø/Glimt            | 2-1  | 0-2    | 2-3          |
| 2025-26   | UEFA Europa League            | 1.ª clasificatoria | Sheriff               | 2-1  | 0-4    | 2-5          |
| 2025-26   | UEFA Conference League        | 2.ª clasificatoria | Larne                 | 1-1  | 0-0    | 1-1 (4:5 p.) |